# Christoffer Wallroth
Christoffer Johan Wallroth, född 15 april 1841 i Filipstad, död 1916, var en svensk landskapsmålare och tecknare som ofta hämtade sina motiv från Värmland.  
Han var son till brukspatronen Carl Johan Wallroth och Catharina Berggren. Christoffer Wallroth var elev vid Akademien för de fria konsterna 1865-1868 och vid Konstskolan i Karlsruhe 1868-1869. Han har sedan studerat för Hans Gude i Düsseldorf, München och Paris. Efter återkomsten till Sverige 1870 var han bosatt på sin egendom Hastaberget nära Filipstad. Han arbetade uteslutlande med landskapsskildringar men det finns en interiörbild från lancashiresmedjan i Gudafors bruk som utfördes som en beställning. Han hämtade med få undantag sina motiv från Filipstad, Rämen, Ransäter och Munkfors samt de olika värmländska bruken. På Mårbacka dekoreringsmålade han samtliga väggfält i matsalen med landskapsskildringar från Värmland. Wallroth medverkade i Konstakademiens utställningar 1873 och 1875, Konstnärsförbundets utställning i Göteborg 1891 och ett flertal gånger i Konstföreningen för södra Sveriges utställningar i Malmö. Han var en av undertecknarna till opponentskrivelsen mot Konstakademien 1885 och var medlem i Konstnärsförbundet 1886–1891 och därefter Sveriges allmänna konstförening.
Wallroth var morbror till Selma Lagerlöf. Han förekommer i flera av hennes böcker, bland andra Ett barns memoarer och Mårbacka. Han var också i viss mån förlaga till Patron Julius i Gösta Berlings saga. Wallroth finns representerad vid bland annat Nationalmuseum i Stockholm, Värmlands museum, Östergötlands museum, och Värmlands nation i Uppsala.

## Galleri

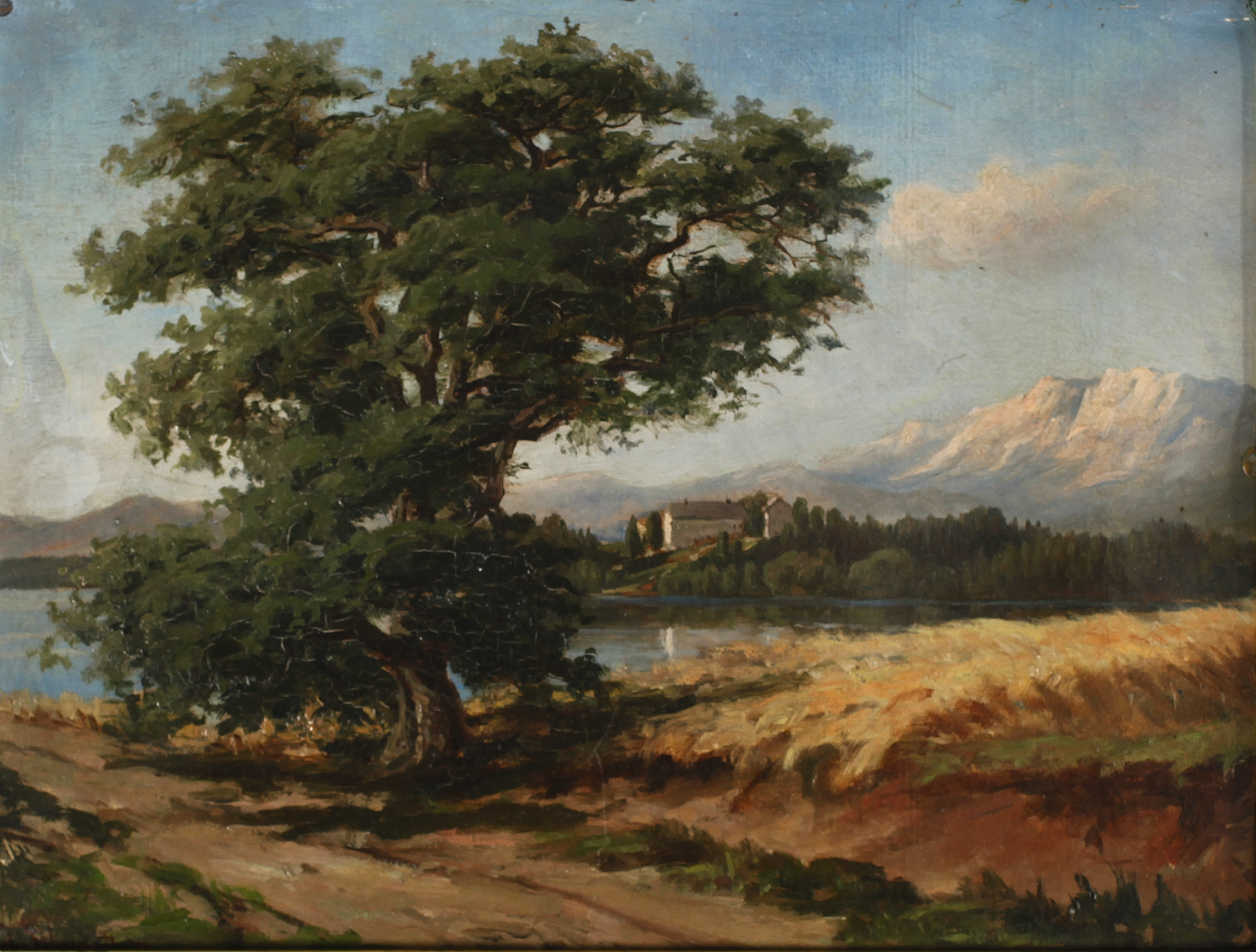
Landskap, (1871)
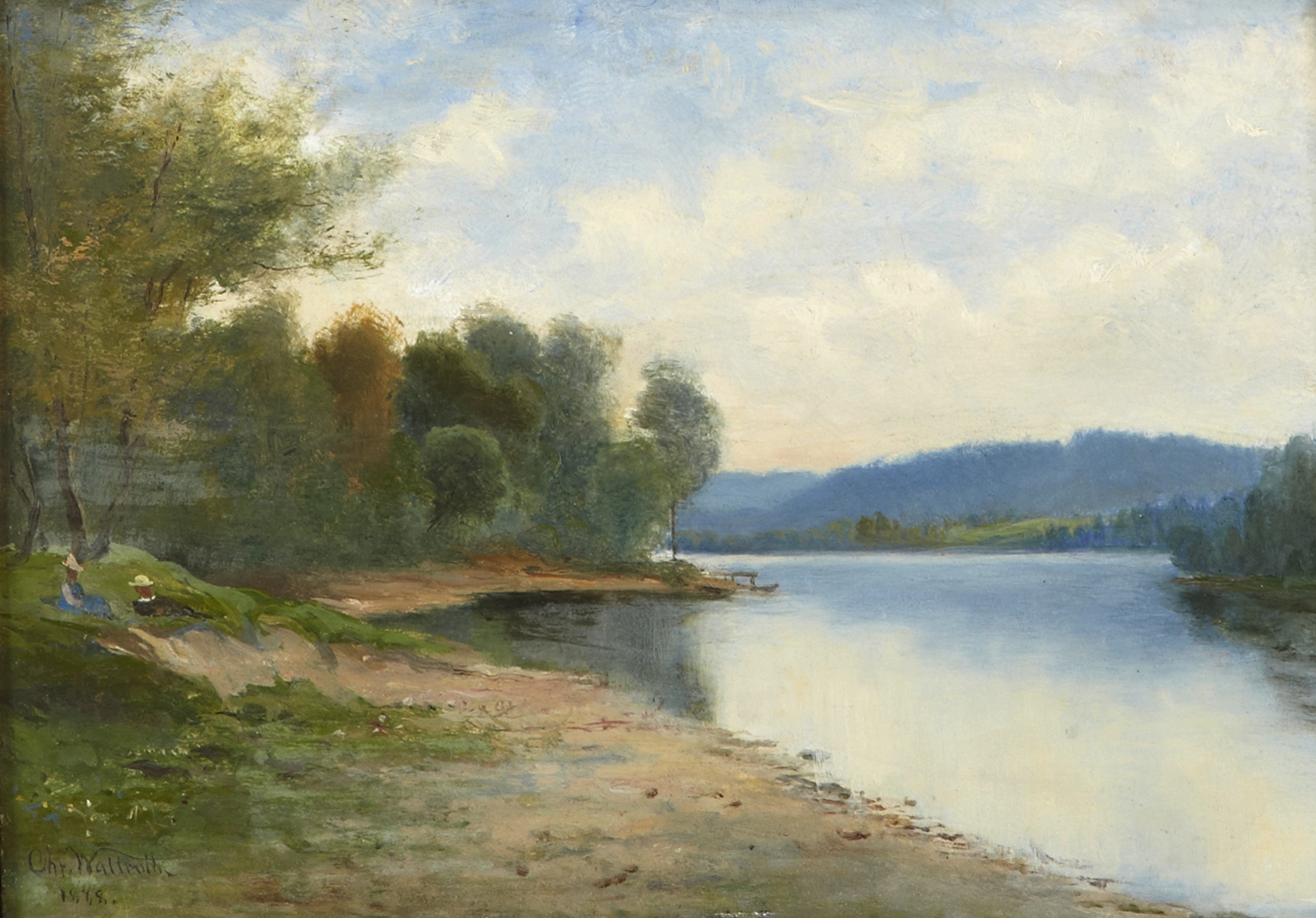
Par vid strand, (1888)
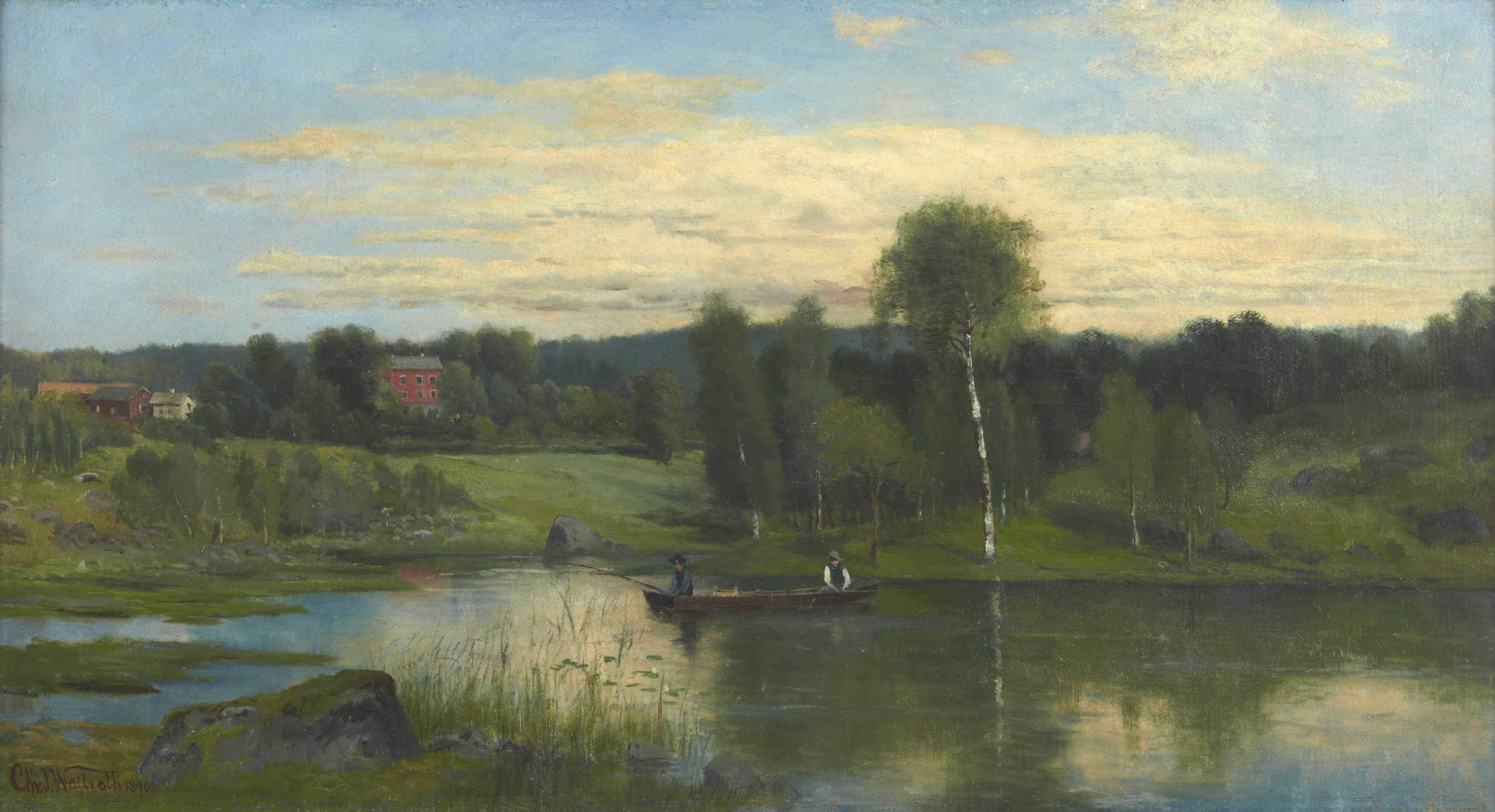
Skogsmotiv med å, (1890)